# 絆 -KIZUNA- (映画)
『絆』（きずな）は、2019年製作の日本映画。2019年5月1日〜6月4日、高円寺シアターバッカスにて、一般配給劇場公開。

## キャスト
- 中村繁之

- 光永勇

- 岸田敏志

- 小林真由

- 小林たすく

- 熊沢陸斗

- 藤村周平

- 黒宮けいた

## タイトル題字
河村建夫　元衆議院運営委員長 「絆」

## スタッフ
- 監督・原作・脚本: 田中壱征
- 音楽カウンシル: 日吉孝夫
- 音楽プロデューサー: 冨永一輝
- DOP: 水町直人
- 編集: 野田雅之
- 撮影: 道川昭如
- 美術: 栗原裕也
- 録音: 小宮元
- MA: 大塚しょう
- 制作担当: 川田邦夫、山田順子
- 企画・制作プロダクション: Flag
- 製作:LAX FILMS（現ISSEY FILMS）
- 協力: 映像文化振興協会 、東京タワー 、メルセデスベンツ、DMM.com、大江戸温泉、建設職人甲子園（国土交通省後援）
- 協力メディア：フジテレビ、TBS、内閣府議会新聞社

## 主題歌
- 「KIZUNA」（作詞：田中壱征／冨永一輝、作曲：冨永一輝、歌：冨永一輝 ）

## 封切り
- 高円寺シアターバッカス
  - 2019年5月4日 - 6月2日